# Sárosd
Sárosd [šárošt] je velká obec v Maďarsku v župě Fejér, spadající pod okres Székesfehérvár. Nachází se asi 20 km jihovýchodně od Székesfehérváru. V roce 2015 zde trvale žilo 3 199 obyvatel. Dle údajů z roku 2011 tvořili 88 % obyvatelstva Maďaři, 7,8 % Romové, 0,5 % Němci a 0,3 % Rumuni, přičemž 11,7 % obyvatel se ke své národnosti nevyjádřilo.
Sárosdem procházejí silnice 6209 a 6228. Sousedními obcemi jsou Hantos, Sárkeresztúr, Seregélyes a Szabadegyháza.
Do roku 2013 byl Sárosd součástí již neexistujícího okresu Aba.